# 펀 코튼
펀 코튼(Fearne Cotton, 1981년 9월 3일 ~ )은 잉글랜드의 사회자이다.